# Pangsha
Pangsha è un sottodistretto (upazila) del Bangladesh situato nel distretto di Rajbari, divisione di Dacca. Si estende su una superficie di 414,24 km² e conta una popolazione di 316.752 abitanti (dato censimento 1991).